# Benoy Kumar Sarkar
Benoy Kumar Sarkar (a veces Binoy Kumar Sarkar) (1887–1949) fue un científico social y un nacionalista y antiimperialista indio. Graduado en 1905 en la Universidad de Calcuta en inglés y en historia, y doctorado al año siguiente, fue profesor de economía en esa universidad y fundó varios institutos de investigación.

## Sociólogo antiimperialista
Fue un pionero de la sociología en India y también un destacado nacionalista contrario al dominio británico. «La lógica de la "carga del hombre blanco" se ha convertido en un anacronismo, salvo para los fanáticos más obcecados», escribió tras conocerse la victoria de Japón en la guerra ruso-japonesa de 1904-1905. En 1918 rechazó rotundamente lo que él calificaba como superstición académica «occidental», según la cual una Europa enérgica había dejado atrás a una Asia adormecida, y advertía en contra del «dogma histórico que naturalmente atribuye el mérito a las razas dominantes y triunfadoras».
El anuncio hecho por Lenin de que la nueva Rusia bolchevique renunciaba a las concesiones especiales de que había gozado el Imperio Ruso en China, fue acogida por Sarkar, como otros muchos asiáticos, como «una declaración extraordinaria e increíblemente sobrehumana de una nueva moral internacional». «El nuevo evangelio de la emancipación y la soberanía política de todos los pueblos es tan arrollador a nivel mundial y de un ámbito tan universal por el bien mesiánico que implica, que los bolcheviques ya se han ganado el mayor de los encomios en la estimación de los chinos», escribió.
La postura claramente antiimperialista del nuevo poder soviético le llevó a hacer en 1921 la siguiente profecía:

La voz de China en las conferencias políticas de las naciones se oiría cada vez más fuerte siempre y cuando exista por lo menos una nación en el mundo que predique y practique ese credo de liberación de la dominación extranjera de las razas sojuzgadas; y eso es independiente de la consideración de la cantidad de progreso que la postura bolchevique contraria a la propiedad de la economía pueda lograr entre las masas y la intelligentsia de Asia oriental.

Asimismo denunció los «crímenes» de los estadounidenses contra los emigrantes de origen chino y japonés, advirtiendo que proporcionaban «el mismo estímulo a la voluntad y a los razonamientos vengativos que la constante aniquilación de las razas esclavizadas y semisometidas por parte de las potencias europeas dominantes y el postulado de la "carga del hombre blanco" que impregna a los intelectuales, a los círculos universitarios y a los círculos más selectos de Europa y Estados Unidos».